# ラ・グランジェ
「ラ・グランジェ」（La Grange）は、ZZトップが1973年に発表した楽曲。グループの代表作の一つ。

## 概要
テキサス州ファイエット郡の町「ラ・グランジェ（La Grange）」のダウンタウンに1905年から1973年まで続いた「Chicken Ranch」という娼家があった。この娼家を題材にして、メンバー3人によって書かれた楽曲である。なお「Chicken Ranch」は1978年にブロードウェイで上演された『The Best Little Whorehouse in Texas』の舞台の元となった。そして1982年にはバート・レイノルズとドリー・パートンの主演により映画化された（邦題は『テキサス1の赤いバラ』）。
曲とリズムはジョン・リー・フッカーの「Boogie Chillen'」とスリム・ハーポの「Shake Your Hips」を下敷きにしている。「a-how-how-how-how」とうなる部分はフッカーの「Boom Boom」からの引用である。
1973年7月発売の3枚目のアルバム『トレス・オンブレス』に収録され、翌1974年4月にシングルカットされた。シングルのB面は2枚目のアルバム『リオ・グランデ・マッド』収録の「ジャスト・ガット・ペイド」が使われた。
ビルボード・Hot 100の41位を記録。カナダでは34位、フランスでは58位を記録した。